# Englewood Branch
La Englewood Branch (ou Ashland Branch) est un tronçon du métro de Chicago au sud de la South Side Main Line exploité par la ligne verte.

## Historique
Lorsque le South Side Rapid Transit a reçu le droit d’étendre sa ligne vers Jackson Park, en 1893, deux autres branches ont également été approuvées. L'une était planifiée de l'est la South Side Main Line entre les 55th Street et 59th Street en se terminant au sud de 63rd Street entre Wentworth Avenue et Wallace Avenue (Englewood Branch)  tandis que la deuxième (Normal Park Branch) devait y être attachée et partir vers le sud jusque 72nd Street à partir de Wentworth Avenue.
La construction y a débuté en 1903 et la Englewood Branch fut inaugurée comme un service de navette jusque 58th où les voyageurs pouvaient changer de rame en direction du Loop ou de la Jackson Park Branch.
La ligne fut étendue le 10 décembre 1895 jusque Wentworth et jusqu'à Princeton le  11 janvier 1906.
Le 3 novembre 1906, la ligne fut ouverte jusque 63rd Street et la South Side Elevated commença, en heure de pointe, à exploiter la Englewood Branch en connexion directe avec le Loop. Le reste du temps, le système de navette uniquement était maintenu.
Le 24 décembre, le quartier commerçant de Halsted Street fut atteint ; la South Side Elevated en profitant pour attirer les voyageurs vers sa nouvelle desserte grâce à des bons de réduction pour les plus grandes enseignes. Toujours plus à l'ouest, la station Center (Racine) s'est ouverte le 4 février 1907, suivie par le terminus et l'atelier de Loomis le 13 juillet de la même année.
À partir de 1911, toutes les rames furent acheminées au Loop, le système de navette n'était assuré que lors d’occasions spéciales.
Le 31 juillet 1949, la Chicago Transit Authority (CTA) instaura une révision massive du réseau du 'L', les stations trop faiblement fréquentées (Pershing, Princeton et Parnell ) furent fermées tandis que la South Side Main Line et ses extensions, la Englewood Branch et la Jackson Park Branch sont connectées via le State Street Subway et à la Howard Branch.
Le 6 mai 1969, la Englewood Branch est étendue à son terminus actuel de Ashland/63rd à quatre cents mètres de son précédent de Loomis Boulevard qui est démoli tout comme son petit dépôt.
Le 2 septembre 1973, la station State est définitivement fermée.
Le 9 février 1992, les stations Harvard et Wentworth sont également fermées.
La ligne verte a été créée en 1993 par la CTA lorsque la Englewood Branch a été connectée à la Lake Branch à l'ouest du Loop.
En 1994, la Englewood Branch fut comme le reste de la ligne fermée afin d’être rénovée, les stations Racine (toujours visible sur le réseau) et Harvard sont fermées  définitivement tandis que les viaducs et les stations restantes furent rénovés ou reconstruits entièrement selon leur état.
Elle fut réinaugurée le 12 mai 1996 en restant ouverte en permanence, 7 jours sur 7 et 24 heures sur 24 avant que le 27 avril 1998, la Chicago Transit Authority ne supprime la desserte de nuit du tronçon.
Lors de la réouverture en 1996 est Englewood Branch est renommée Ashland Branch.
Depuis sa réouverture en 1996, les deux stations de la Ashland Branch sont accessibles aux personnes handicapées.

## La Normal Park Branch

Plan de la South Side Elevated sur lequel on voit le tracé abandonné de la Normal Park Branch

La Normal Park Branch, longue de 1,4 kilomètre a ouvert le 25 mai 1907 après 18 mois de travaux à partir de la Englewood Branch à la station Harvard vers le sud jusqu'à 69th Street.
La ligne se trouvait au niveau du sol et était séparée du trafic routier grâce à des passages à niveau. Bien que peu fréquentées, ses stations pouvaient accueillir des trains de huit wagons alors que les rames ne se composaient soit que d'une ou de deux voitures maximum.
De 1907 à 1949, les rames en provenance du nord (Loop jusqu'en 1913 puis jusque Wilson) roulaient en alternance vers la Normal Park Branch et vers la Englewood Branch.

### Son déclin
Sa fréquentation fut dès son ouverture limitée et la Normal Park Branch devint rapidement une cible facile lorsque les budgets furent plus difficiles à combler et elle fut systématiquement oubliée lors de rénovations ou de projets de possibles extensions. Entre 1931 et 1947, le Chicago Rapid Transit supprima ses agents des stations et ce sont les conducteurs eux-mêmes qui servaient les passagers et vendaient les titres de transport.
En octobre 1947, lors de la prise de pouvoir de la Chicago Transit Authority, il fut déclaré que la Normal Park Branch n'avait que peu d'avenir et, le 1er août 1949, son exploitation fut limitée à une navette de Harvard à 69th Street scellant ainsi son futur, isolé du reste du réseau du 'L'.
À la suite de cette décision, le nombre d'usagers a continué à baisser et le 18 mai 1952, son service fut limité aux heures de pointe et enfin, le 29 janvier 1954, Normal Park Branch fut fermée avant d'être démolie durant l'été.
Aujourd'hui, son tracé n'est même plus desservi par une ligne de bus ; depuis l'ouverture de la Dan Ryan Branch en 1969 et de sa station 69th située à six cents mètres de l'ancienne station 69th de la Normal Park Branch, tous les passagers y sont déviés.